# Dysdera diversa
Dysdera diversa är en spindelart som beskrevs av John Blackwall 1862. Dysdera diversa ingår i släktet Dysdera och familjen ringögonspindlar.
Artens utbredningsområde är Madeira. Inga underarter finns listade i Catalogue of Life.